# Warren Christopher

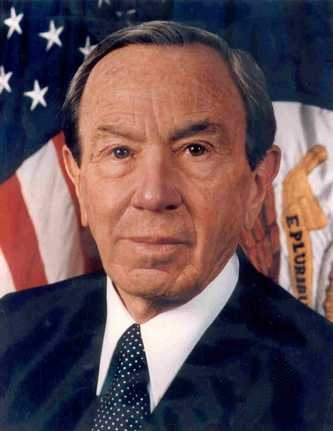
Warren Christopher

Warren Minor Christopher (* 27. Oktober 1925 in Scranton, Bowman County, North Dakota; † 18. März 2011 in Los Angeles, Kalifornien) war ein US-amerikanischer Diplomat, Politiker und Jurist. Während der ersten Präsidentschaft von Bill Clinton war Christopher der 63. Außenminister der Vereinigten Staaten.

## Ausbildung und Beruf
Christopher erhielt sein Zwischenprüfungszeugnis magna cum laude an der University of Southern California im Februar 1945. Er diente in der Marinereserve von Juli 1943 bis September 1946 mit aktivem Dienst als Leutnant zur See im pazifischen Kriegsgebiet. Zwischen 1946 und 1949 besuchte er die juristische Fakultät der Stanford University.
Christopher war von Oktober 1949 bis September 1950 als juristischer Assistent für Richter William O. Douglas am US Supreme Court tätig. Im Oktober 1950 begann er bei der Rechtsanwaltskanzlei O’Melveny & Myers zu arbeiten, wo er 1958 Teilhaber wurde. Im Juni 1967 wurde er stellvertretender US-Justizminister (Deputy Attorney General) unter Präsident Lyndon B. Johnson, was er bis zum 20. Januar 1969 blieb; danach kehrte er zu O’Melveny & Myers zurück.

## Politische Funktionen und Ämter
Am 26. Februar 1977 wurde Christopher als Stellvertreter von Außenminister Cyrus Vance vereidigt, was er bis zum Ende der Amtszeit Präsident Carters am 20. Januar 1981 blieb. Als Vizeaußenminister führte er die schwierigen Verhandlungen zur Freilassung der 52 amerikanischen Geiseln in der amerikanischen Botschaft in der iranischen Hauptstadt Teheran. Er führte die Normalisierungsbemühungen seines Landes mit der Volksrepublik China an, half Präsident Carter, die Ratifizierung des Vertrages über die Rückgabe des Panamakanals im Kongress zu erreichen, und stand der ersten interministeriellen Menschenrechtsarbeitsgruppe vor. Jimmy Carter zeichnete ihn dafür am 16. Januar 1981 mit der Freiheitsmedaille aus, der höchsten zivilen Auszeichnung seiner Nation.
Christophers staatsbürgerliche Aktivitäten schlossen die nachfolgenden ein: Mitglied und Präsident des Treuhänderkollegiums der Stanford University, Vorsitzender des New Yorker Treuhänderkollegiums der Carnegie Corporation, Direktor und Vizevorsitzender des Council on Foreign Relations, Direktor des Los Angeles World Affairs Council, Vizevorsitzender der Gouverneurs-Kommission bezüglich der Los Angeles Unruhen 1965 bis 1966, Sonderberater von Staatssekretär George Ball für Außenwirtschaftliche Probleme, Präsident des Koordinationsrats für Höhere Bildung im Staat Kalifornien und Fellow der American Academy of Arts and Sciences (1988).
1991 wurde Christopher als Vorsitzender der Unabhängigen Kommission für das Los Angeles Police Department (LAPD) tätig, die allgemein als Christopher Commission bekannt wurde. Die Kommission schlug bedeutende Reformen der Polizeibehörde von Los Angeles nach dem Zwischenfall um Rodney King vor, die durch ein überwältigendes öffentliches Referendum bestätigt wurden. Bei dem Zwischenfall war ein afroamerikanischer Autofahrer von weißen Polizisten bei seiner Verhaftung exzessiv geschlagen worden. Der Vorfall war von einem Augenzeugen per Videokamera aufgezeichnet worden und war äußerer Auslöser für die gewalttätigen Unruhen in Los Angeles im Jahr 1992.
1992 arbeitete Christopher für Bill Clinton im präsidentiellen Übergangsteam. Als 63. US-Außenminister wurde er am 20. Januar 1993 vereidigt und verblieb in dieser Funktion bis 1997 im Kabinett Clinton. Vor seiner Berufung war er in der Rechtsanwaltskanzlei O’Melveny & Myers als Chef tätig.
Bei den Präsidentschaftswahlen 2000 wurde er von Al Gore nach Florida entsandt, um die Stimmnachzählung zu überwachen.

## Ehrungen
Als eine der höchsten Auszeichnungen der USA erhielt Christopher 1981 die Freiheitsmedaille des Präsidenten.
Neben anderen erhielt Christopher die folgenden Auszeichnungen: Die Jefferson Auszeichnung des Amerikanischen Instituts für Öffentliche Dienste für den größten öffentlichen Dienst, der durch einen gewählten oder berufenen Staatsbediensteten ausgeführt wurde, die UCLA-Medaille, die Harold-Weill-Medaille der New York University, die Jefferson-Auszeichnung in Jura der University of Virginia und die Louis-Stein-Auszeichnung der Fordham University School of Law. Er war Mitglied des internationalen Salzburg Seminars. 1997 wurde er zum Mitglied der American Philosophical Society gewählt.

## Privatleben
Christopher war in zweiter Ehe verheiratet mit Marie Wyllis. Er war aus beiden Ehen Vater von vier Kindern: Lynn, Scott, Thomas und Kristen.

## Tod
Christopher starb am 18. März 2011 in seinem Wohnort Los Angeles an den Folgen einer Nieren- und Blasenkrebserkrankung. Er wurde auf dem Friedhof Forest Lawn Memorial Park (Hollywood Hills) bestattet. Zahlreiche hochrangige US-Politiker würdigten ihn in ihren Stellungnahmen für sein Lebenswerk.

## Werke
- American Hostages in Iran, Yale University Press, 1986, ISBN 978-0300035841
- In the Stream of History: Shaping Foreign Policy for a New Era, Stanford University Press, 1998, ISBN 978-0804734684
- Chances of a Lifetime, Scribner, 2001, ISBN 978-0684830247